# Aeroportul Aspen–Pitkin County
Aeroportul Aspen–Pitkin County (IATA: ASE, ICAO: KASE, FAA LID: ASE) este un aeroport din Comitatul Pitkin, Colorado, Colorado, Statele Unite ale Americii ce deservește zona Aspen⁠(d). Aeroportul a fost tranzitat în 2019 de 616.286 de pasageri. A fost numit după zona deservită.
Situat la o altitudine de 2.384 m, aeroportul dispune de 1 pistă.

## Infrastructură

### Piste
Aeroportul dispune de o singură pistă. Pista 15/33 are suprafața de asfalt și dimensiunile 8.006 picioare × 100 picioare. 